# Karl Haider
Pour les articles homonymes, voir Haider.

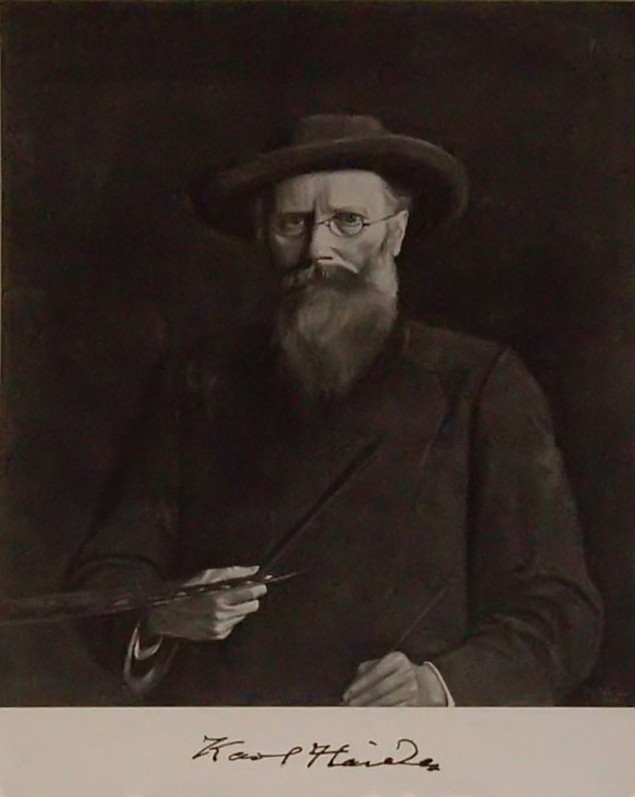
Autoportrait 1906

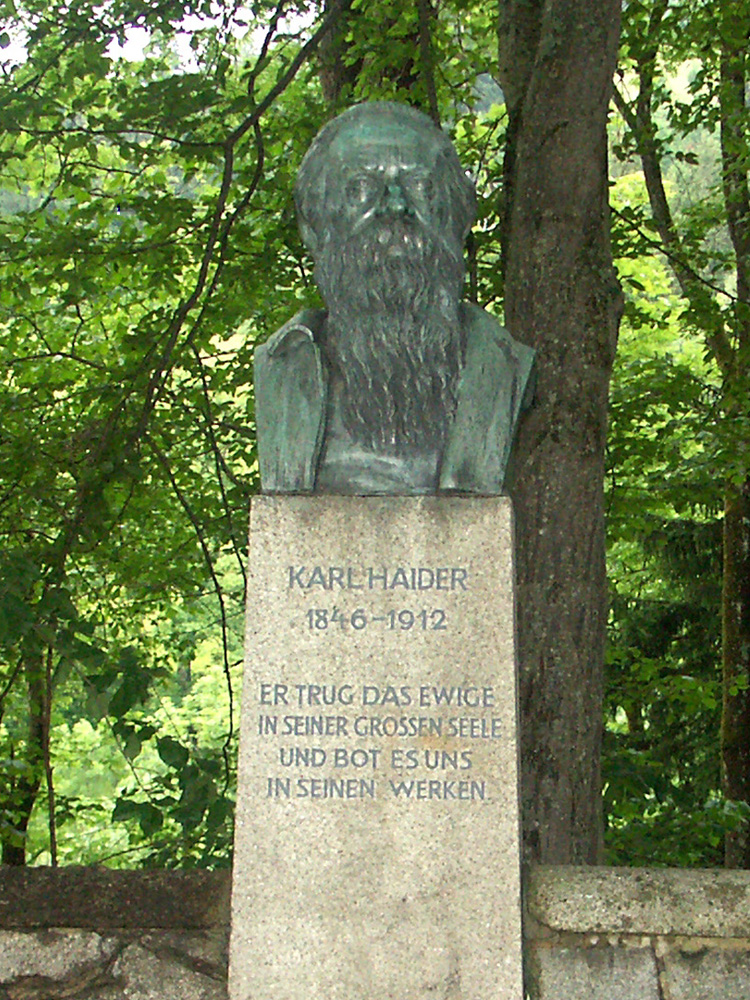
Monument Haider à Schliersee

Karl Michael Haider, né le 6 février 1846 à Munich et mort le 28 octobre 1912 à Schliersee, est un peintre allemand de paysages et de portraits originaire du royaume de Bavière.

## Biographie
Karl Haider naît le 6 février 1846 à Munich. Il est le fils du forestier d'Anzing, Max Haider et de sa femme Therese Fäßler. Karl Haider reçoit des leçons de dessin de son père dès son plus jeune âge. Ce chasseur et dessinateur initie son fils à l'art de l'observation précise et de la reproduction fidèle de la nature.
Karl Haider passe quelques années dans un lycée artistique à Munich, afin de poser des bases solides pour une future formation de chanteur. Mais c'est déjà pendant ses années de lycée qu'il confirme son souhait de devenir peintre. Dès que possible, il intègre une école de peinture privée et, plus tard, grâce aux recommandations de ses professeurs, il peut également fréquenter l'académie de Munich.
Là, il se lie rapidement d'amitié avec Hans Thoma et Wilhelm Leibl, qui l'influencent tous deux. Karl Haider rejoint ensuite le cercle de son ami   Leibl. Aujourd'hui encore, on voit en lui le "lyrique" de ce groupe d'artistes. Outre la peinture de paysage, il s'intéresse également à Albrecht Altdorfer et Hans Holbein. Parmi les premiers néerlandais, Karl Haider préfère entre autres Jan van Eyck et Rogier van der Weyden.
En 1874, Haider épouse Katharina, une nièce du sculpteur Friedrich Brugger. Avec elle, il a deux filles et un fils, le futur peintre Hubert Haider (1879-1971).
L'année suivante, à l'âge de 29 ans, Karl Haider se rend à Florence, où il copie des « maîtres anciens » en réalisant des gravures sur bois à partir de leurs œuvres. Il y rencontre le peintre Arnold Böcklin, qui l'invite souvent dans sa villa toscane. Les deux peintres deviennent amis, malgré des points de vue parfois opposés sur des sujets artistiques. Au début de l'été 1876, Karl Haider retourne à Munich.
Là, il s'installe comme peintre indépendant, mais malgré ses efforts, il n'obtient pas la percée artistique souhaitée. Tous les musées et galeries refusent ses tableaux et seules quelques commandes privées lui assurent un revenu extrêmement modeste. Lorsque sa femme Katharina meurt en 1882, le peintre munichois Franz von Lenbach finance ses funérailles. Les amis de Karl Haider du cercle Leibl, en particulier Hans Thoma, aident également à plusieurs reprises leur ami et collègue fortement endetté. Le critique Adolf Bayersdorfer s'engage également à plusieurs reprises en faveur de Karl Haider.
En 1890, Karl Haider épouse en secondes noces Ernestine Schwarz, mais cette union est aussi brève que malheureuse. Il a un fils avec sa deuxième épouse, le futur peintre Ernst Haider (1890-1988).
En 1894, grâce à l'intercession de l'Académie, Karl Haider obtient une petite pension de l'État. Peu à peu, le succès artistique se fait sentir, ce qui a également des répercussions financières. Mais tout au long de sa vie, Karl Haider lutte contre sa peur de l'appauvrissement. En 1896, lui et sa famille s'installent à Schliersee.
En 1897, son tableau, Soirée d'automne, obtient une médaille d'or à l'« Exposition internationale de Munich ». Au cours des années suivantes, Karl Haider entreprend à plusieurs reprises de courts voyages d'études en Autriche (Vienne), en Hongrie (Budapest) et en Italie (Florence). Les impressions de ces voyages se reflètent ensuite toujours dans de nouveaux tableaux. Mais Karl Haider n'a en aucun cas négligé ses portraits, dont certains comptent encore aujourd'hui parmi ses tableaux les plus importants.
En tant que membre précoce de l'Union des artistes allemands, Karl Haider participe dès 1904 à la première exposition de la DKB, encore organisée par les sécessionnistes munichois, dans le bâtiment royal des expositions d'art de la Königplatz, où il est représenté par trois peintures à l'huile. En 1911, à l'occasion de son anniversaire, la Sécession de Munich le célèbre par une grande exposition. L'Université de Breslau lui décerne un doctorat honoris causa.
Karl Haider meurt le 28 octobre 1912 à Schliersee à l'âge de 66 ans. Son tombeau, créé en 1912 par le sculpteur Hermann Lang, a été conservé. Une rue de Schliersee porte son nom.

## Œuvres
- Zwei Mädchen auf der Wiese (1870)
- Ebenberger Eiche (1871)
- Selbstbildnis (1875)
- Portrait Katharina Haider (1875)
- Portrait d'Elise Greinwald (1877), huile sur bois[4]
- Blumenwiese (1878)
- Der neue Stutzen (1880)
- Über allen Gipfeln ist Ruh (1886)
- Moni (1888)
- Schlierseerin (1891)
- Frühlingslandschaft bei Hausham (1896)
- Herbstabend (1896)
- Das Ostertal mit dem Kienberghorn (1897)
- Dante und Beatrice (1902)
- Mädchen mit Blumenstrauß (1904)
- Heiliger Hain (1905)
- Selbstbildnis (1906)
- Bedeckter Himmel (1908)
- Über allen Gipfeln ist Ruh (1912)
- Gewitterlandschaft

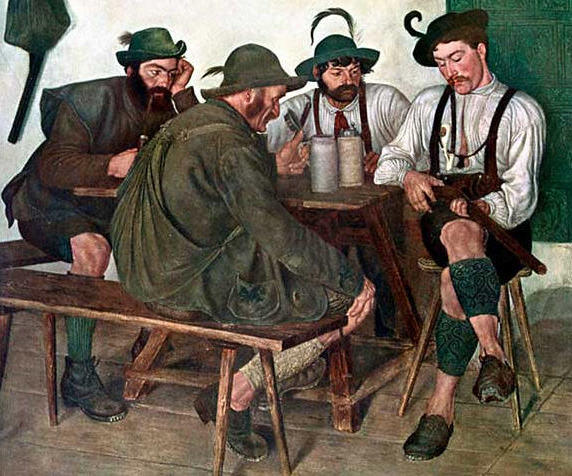
Der neue Stutzen
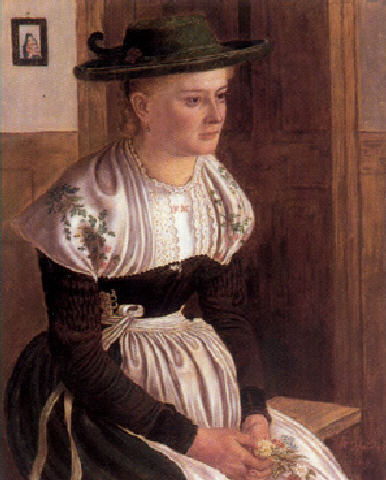
Schlierseerin
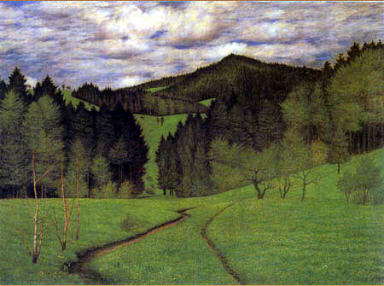
Frühlingslandschaft bei Hausham
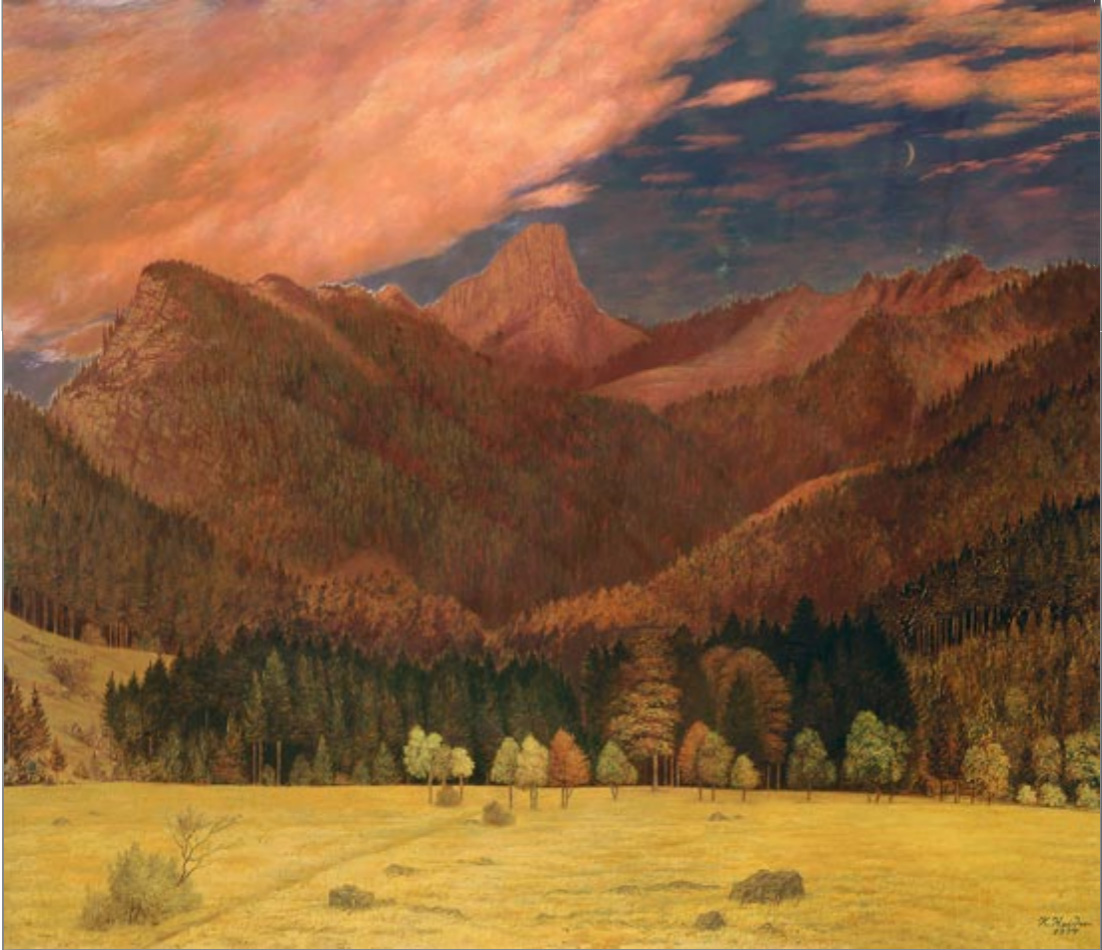
Das Ostertal mit dem Kienberghorn